# Provincia de Kilis
La provincia de Kilis es una de las 81 provincias en que está dividida Turquía, administrada por un gobernador designado por el gobierno central. Su capital es la ciudad de Kilis.

## Distritos
- Elbeyli
- Kilis
- Musabeyli
- Polateli